# Antoni d'Aixemús i Baldrich
Antoni d'Aixemús i Baldrich (Reus, 14 de juliol de 1812 - finals del segle XIX) va ser un comerciant català i ciutadà honrat de Barcelona.
Fill de Francesc d'Aixemús i Simó i net de Gabriel Aixemús i Folch, va seguir els negocis de l'avi i del pare però amb poc èxit. El seu pare va haver de demanar diversos crèdits per tal de subsistir. Va dedicar-se a l'explotació de les poques finques rústiques que li quedaven, i al comerç, sobretot d'aiguardent. La seva situació econòmica va anar decaient, va vendre terrenys i censals i va haver de demanar més crèdits per pagar els anteriors. A partir de 1854 va intentar recuperar algunes terres, i el 1856, per 4.500 lliures va poder comprar una finca de dotze jornals situada al Territori de Tarragona, però el 1857 va haver de vendre el Mas de l'Aixemús, a la partida de la Vinadera, actual Sanatori de Villablanca, i diversos horts familiars al camí de la Selva, a Porpres i a dins de la ciutat, a l'actual carrer del Batan. La situació econòmica dels Aixemús seguia en decadència, tot i que encara tenien influència política. Antoni d'Aixemús era, des del febrer de 1863, primer tinent d'alcalde a l'ajuntament de Reus, i, quan el mes de maig de 1864 el govern va suprimir els alcaldes-corregidors a totes les poblacions que no tinguessin més de 40.000 habitants, va ser designat alcalde per la dimissió de Ramón Fernández de Zendrera i nomenat "encargado de la Alcaldía Constitucional". Com a alcalde, la seva funció va ser preparar les eleccions a diputats a Corts que s'havien de celebrar a finals d'any, vetllant per l'ordre públic. Andreu de Bofarull, historiador reusenc, comenta que la campanya electoral va ser un seguit de mentides, on es prometien noves construccions de ferrocarrils, escoles, carreteres, reformes, i diners pels municipis. Explica que va participar poca gent a les votacions, i els que ho feien votaven a qui més els oferia. Durant el seu mandat hi va haver una greu crisi a les fàbriques de cotó i molts treballadors van anar a l'atur. A instància seva es va organitzar un menjador social per a alimentar als aturats, i s'hi van destinar 11.600 rals. Però el menjar era només pel treballador en atur i no per la família, i hi van haver protestes i aldarulls. El menjador va tancar amb l'arribada del nou alcalde, Josep Maria Pàmies Juncosa, el gener de 1865.